# Jeff Halpern
Pour les articles homonymes, voir Halpern.
Jeff Halpern (né le 3 mai 1976 dans le CDP de Potomac de l'État du Maryland aux États-Unis) est un joueur professionnel de hockey sur glace évoluant au poste de centre.

## Biographie

### Carrière en club
En 1995, il commence sa carrière à l'Université de Princeton dans la NCAA. En 1999, il débute dans la Ligue nationale de hockey avec les Capitals de Washington. Il joue en Suisse pendant le lock-out 2004-2005 de la Ligue nationale de hockey. Il évolue avec les Kloten Flyers et au HC Ajoie avant de repartir aux États-Unis à cause du décès d'un de ses proches. De 2006 à 2008, il joue dans l'équipe des Stars de Dallas avant d'être envoyé au Lightning de Tampa Bay dans une transaction qui implique également Brad Richards.
Le 3 mars 2010, le Lightning l'échange aux Kings de Los Angeles en retour de Ted Purcell et d'un choix de troisième ronde. Le 7 septembre 2010, il signe un contrat d'une durée d'une saison avec les Canadiens de Montréal. Le 1er juillet 2011, il fait un retour avec les Capitals de Washington en signant un contrat d'un an.
Depuis le 22 Juin 2018 il est entraineur-adjoint du Lightning de Tampa Bay.

### Carrière internationale
Il représente l'équipe des États-Unis au niveau international.

## Statistiques
| Saison     | Équipe                 | Ligue      |     | Saison régulière | Saison régulière | Saison régulière | Saison régulière | Saison régulière |   | Séries éliminatoires | Séries éliminatoires | Séries éliminatoires | Séries éliminatoires | Séries éliminatoires |
| Saison     | Équipe                 | Ligue      | PJ  | B                | A                | Pts              | Pun              | PJ               | B | A                    | Pts                  | Pun                  |                      |                      |
| 1995-1996  | Tigers de Princeton    | NCAA       | 30  | 3                | 11               | 14               | 30               | -                | - | -                    | -                    | -                    |                      |                      |
| 1996-1997  | Tigers de Princeton    | NCAA       | 33  | 7                | 24               | 31               | 35               | -                | - | -                    | -                    | -                    |                      |                      |
| 1997-1998  | Tigers de Princeton    | NCAA       | 36  | 28               | 25               | 53               | 46               | -                | - | -                    | -                    | -                    |                      |                      |
| 1998-1999  | Tigers de Princeton    | NCAA       | 33  | 22               | 22               | 44               | 32               | -                | - | -                    | -                    | -                    |                      |                      |
| 1998-1999  | Pirates de Portland    | LAH        | 6   | 2                | 1                | 3                | 4                | -                | - | -                    | -                    | -                    |                      |                      |
| 1999-2000  | Capitals de Washington | LNH        | 79  | 18               | 11               | 29               | 39               | 5                | 2 | 1                    | 3                    | 0                    |                      |                      |
| 2000-2001  | Capitals de Washington | LNH        | 80  | 21               | 21               | 42               | 60               | 6                | 2 | 3                    | 5                    | 17                   |                      |                      |
| 2001-2002  | Capitals de Washington | LNH        | 48  | 5                | 14               | 19               | 29               | -                | - | -                    | -                    | -                    |                      |                      |
| 2002-2003  | Capitals de Washington | LNH        | 82  | 13               | 21               | 34               | 88               | 6                | 0 | 1                    | 1                    | 2                    |                      |                      |
| 2003-2004  | Capitals de Washington | LNH        | 79  | 19               | 27               | 46               | 56               | -                | - | -                    | -                    | -                    |                      |                      |
| 2004-2005  | Kloten Flyers          | LNA        | 9   | 7                | 4                | 11               | 6                | -                | - | -                    | -                    | -                    |                      |                      |
| 2004-2005  | HC Ajoie               | LNB        | 15  | 5                | 12               | 17               | 54               | -                | - | -                    | -                    | -                    |                      |                      |
| 2005-2006  | Capitals de Washington | LNH        | 70  | 11               | 33               | 44               | 79               | -                | - | -                    | -                    | -                    |                      |                      |
| 2006-2007  | Stars de Dallas        | LNH        | 76  | 8                | 17               | 25               | 78               | 7                | 2 | 1                    | 3                    | 4                    |                      |                      |
| 2007-2008  | Stars de Dallas        | LNH        | 64  | 10               | 14               | 24               | 40               | -                | - | -                    | -                    | -                    |                      |                      |
| 2007-2008  | Lightning de Tampa Bay | LNH        | 19  | 10               | 8                | 18               | 14               | -                | - | -                    | -                    | -                    |                      |                      |
| 2008-2009  | Lightning de Tampa Bay | LNH        | 52  | 7                | 9                | 16               | 32               | -                | - | -                    | -                    | -                    |                      |                      |
| 2009-2010  | Lightning de Tampa Bay | LNH        | 55  | 9                | 8                | 17               | 27               | -                | - | -                    | -                    | -                    |                      |                      |
| 2009-2010  | Kings de Los Angeles   | LNH        | 16  | 0                | 2                | 2                | 12               | 6                | 0 | 0                    | 0                    | 4                    |                      |                      |
| 2010-2011  | Canadiens de Montréal  | LNH        | 72  | 11               | 15               | 26               | 29               | 4                | 1 | 0                    | 1                    | 0                    |                      |                      |
| 2011-2012  | Capitals de Washington | LNH        | 69  | 4                | 12               | 16               | 24               | 2                | 0 | 0                    | 0                    | 4                    |                      |                      |
| 2012-2013  | Rangers de New York    | LNH        | 30  | 0                | 1                | 1                | 8                | -                | - | -                    | -                    | -                    |                      |                      |
| 2012-2013  | Canadiens de Montréal  | LNH        | 16  | 1                | 1                | 2                | 2                | 3                | 0 | 1                    | 1                    | 0                    |                      |                      |
| 2013-2014  | TPS                    | Liiga      | 8   | 4                | 0                | 4                | 30               | -                | - | -                    | -                    | -                    |                      |                      |
| 2013-2014  | Coyotes de Phoenix     | LNH        | 69  | 5                | 7                | 12               | 24               | -                | - | -                    | -                    | -                    |                      |                      |
| Totaux LNH | Totaux LNH             | Totaux LNH | 976 | 152              | 221              | 373              | 641              | 39               | 7 | 7                    | 14                   | 31                   |                      |                      |